# 빌헬름 바이틀링

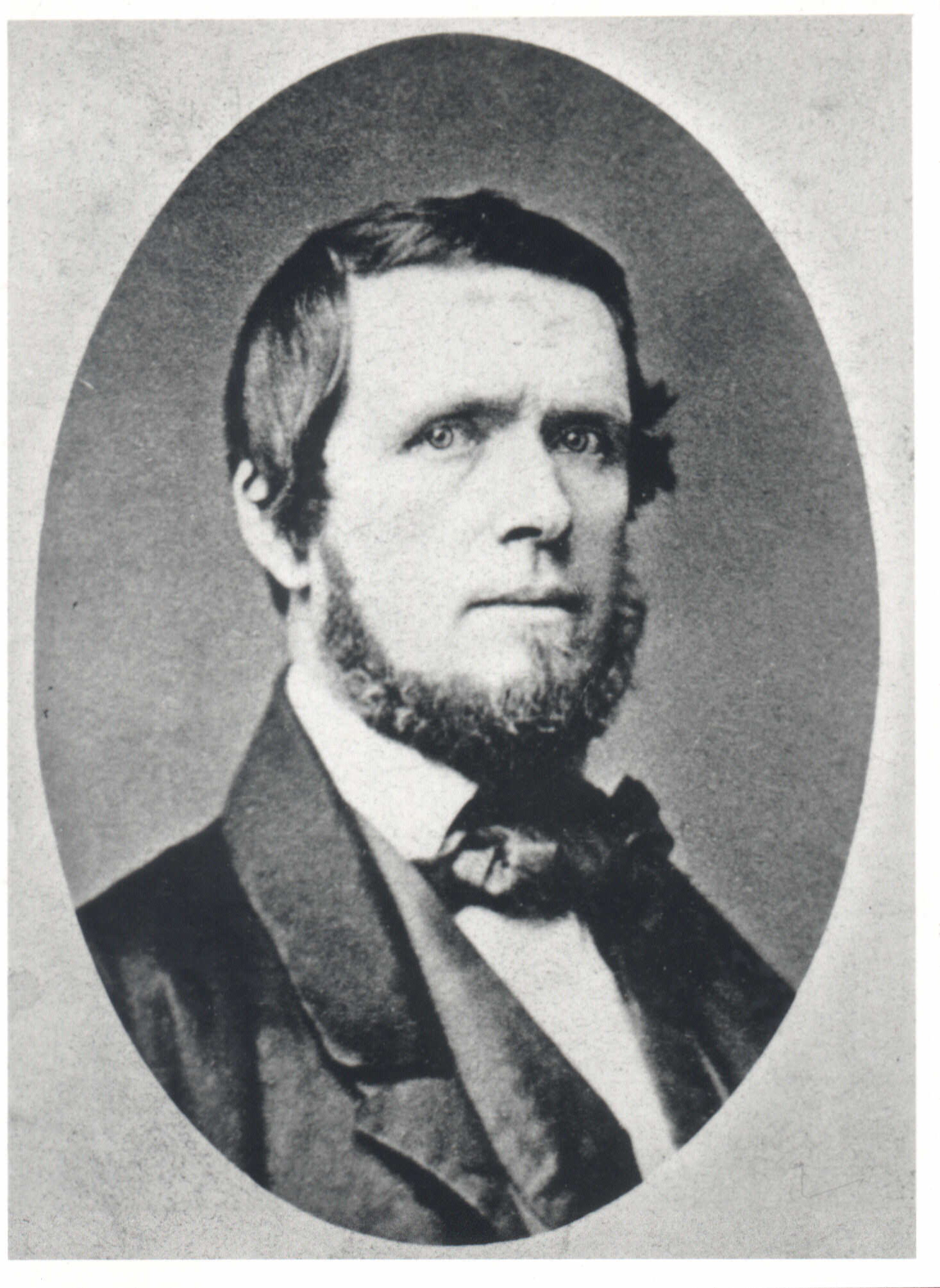

빌헬름 크리스티안 바이틀링(독일어: Wilhelm Christian Weitling: 1808년 10월 5일 - 1871년 1월 25일)은 독일의 재단사, 발명가, 급진정치 운동가다. 유럽에서 진보적 사회이론가로 명망을 떨쳤으나 카를 마르크스와의 헤게모니 다툼에서 패배하고 미국으로 이주했다.

## 같이 보기
- 의인동맹